# Tabanus jilamensis
Tabanus jilamensis är en tvåvingeart som beskrevs av James Stewart Hine 1925. Tabanus jilamensis ingår i släktet Tabanus och familjen bromsar.
Artens utbredningsområde är Honduras. Inga underarter finns listade i Catalogue of Life.